# 幸福乡 (郎溪县)
幸福乡，是中华人民共和国安徽省宣城市郎溪县下辖的一个乡镇级行政单位。

## 行政区划
幸福乡下辖以下地区：
三溪村、王村、新法村、塘埂村和横闸村。